# Erebia subtuscompleta
Erebia subtuscompleta är en fjärilsart som beskrevs av Müller 1928. Erebia subtuscompleta ingår i släktet Erebia och familjen praktfjärilar. Inga underarter finns listade i Catalogue of Life.